# Seestraße (metropolitana di Berlino)
Seestraße è una stazione della linea U6 della metropolitana di Berlino. Si trova nel quartiere Wedding lungo Müllerstraße.

## Storia
La stazione fu inaugurata l'8 marzo 1923, costruita dal trio Grenander/Fehse/Jennen e fu per molto tempo il terminal della linea che partiva da Stettiner Bahnhof (ora Naturkundemuseum). Seestraße è provvista di due banchine e tre binari, di cui ne vengono usati normalmente solo due. Il binario centrale è utilizzato prevalentemente come deposito e talvolta viene usato dai treni che stazionano lì sia in partenza che in arrivo. Nel 1955 la stazione fu ristrutturata da Bruno Grimmek.
Fuori dalla stazione circolano autobus e tram di linea, sia di giorno che di notte.

## Servizi
La stazione dispone di:
- Scale mobili